# 3 Headed Goat
3 Headed Goat è un singolo del rapper statunitense Lil Durk, pubblicato il 7 maggio 2020 come terzo estratto dal quinto album in studio Just Cause Y'all Waited 2.

## Descrizione
Terza traccia dell'album, 3 Headed Goat, che vede la partecipazione dei rapper statunitensi Lil Baby e Polo G, è stato scritto da questi ultimi due con Lil Durk, Rahshan Kyles e Kenneth Gilmore, e prodotto da questi ultimi due, in arte rispettivamente Aviator Keyyz e Cicero.

## Video musicale
Il video musicale, reso disponibile il 26 giugno 2020, è stato diretto da Cole Bennett.

## Tracce
Testi e musiche di Durk Banks, Dominque Jones, Kenneth Gilmore, Rahshan Kyles e Taurus Tremani Bartlett.
1. 3 Headed Goat (feat. Lil Baby & Polo G) – 2:49

## Formazione
- Lil Durk – voce
- Lil Baby – voce aggiuntiva
- Polo G – voce aggiuntiva
- Aviator Keyyz – produzione
- Cicero – produzione

## Classifiche
| Classifica (2020) | Posizione massima |
| ----------------- | ----------------- |
| Canada            | 77                |
| Stati Uniti       | 43                |